# Mergulhador de caça
O mergulhador de caça é a pessoa que pratica a atividade da caça submarina.

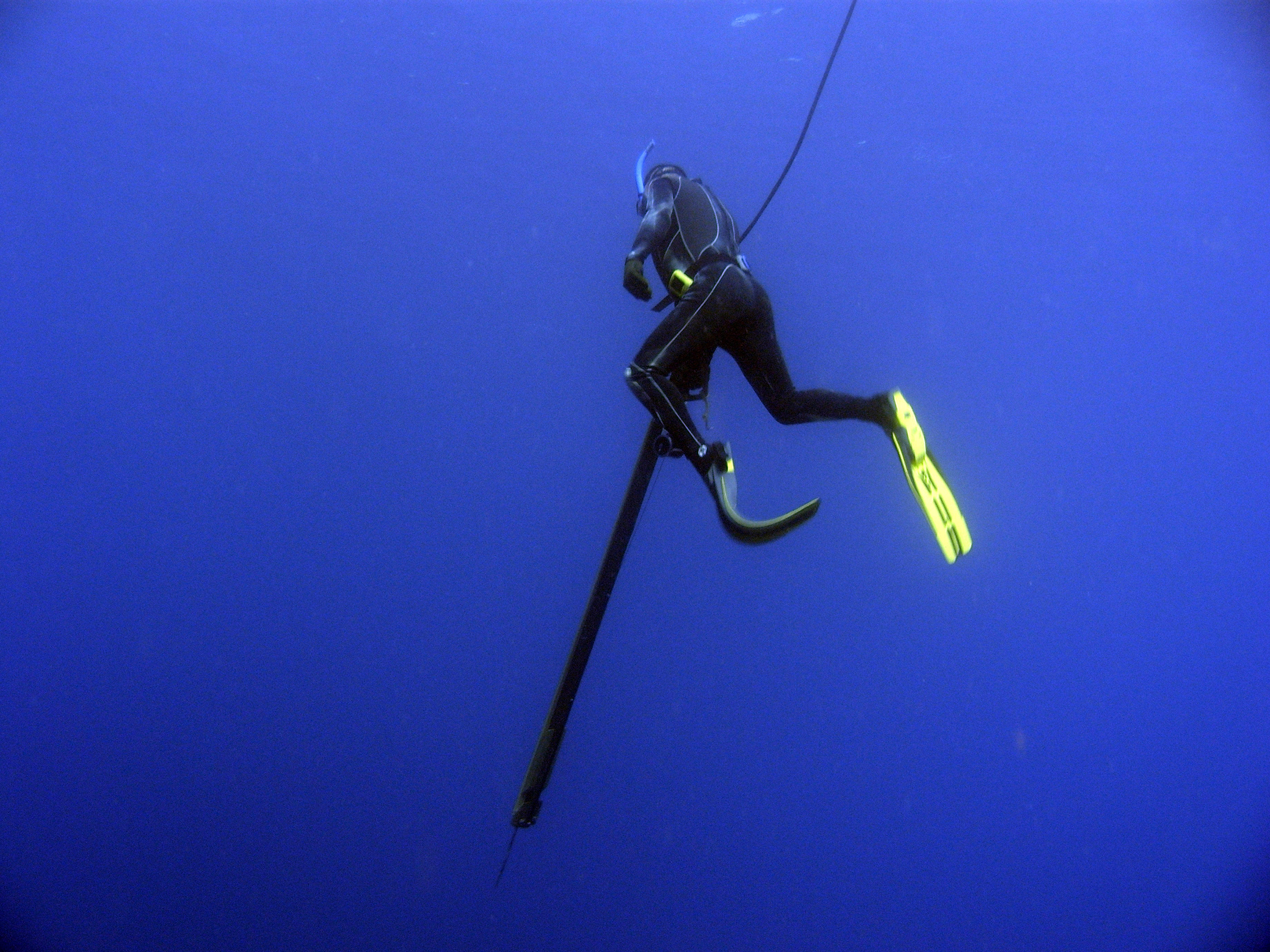
Foto de um mergulhador de caça, na costa de Okinoerabu, Ilhas Ryu-Kyu, Japão.

Essa categoria de mergulho recebe uma denominação autônoma devido às legislações específicas para essa atividade, como por exemplo a proibição de uso de cilindros que auxiliam a respiração (mergulho livre), em países como Brasil e Austrália, que a caracterizam como pesca predatória. Os equipamentos mais comuns utilizados por mergulhadores de caça são as armas como arpões, arbaletes, facas e equipamentos de mergulho como nadadeiras, máscaras, esnórquel e roupas isotérmicas.